# Šetići (miasto Zvornik)
Šetići (cyr. Шетићи) – wieś w Bośni i Hercegowinie, w Republice Serbskiej, w mieście Zvornik. W 2013 roku liczyła 741 mieszkańców.